# Guter Rat
Guter Rat ("Sfat bun") este un magazin cotidian ce apare lunar, prima apariție a fost în noiembrie 1945. El a fost înființat în zona de ocupație sovietică și a apărut pânâ în anul 1990 în RDG. După Reunificarea Germaniei a fost singurul cotidian din RDG care a apărut mai departe în Germania, însă cu un profil modificat, el fiind cea mai veche revistă germană ce apare după al doilea război mondial.